# Kennedy Island
Kennedy Island (noto anche come Plum Pudding Island o Kasolo Island) è un piccolo isolotto disabitato delle Isole Salomone, che deve il suo nome al fatto che, nell'agosto 1943, vi approdò il futuro presidente degli Stati Uniti John Fitzgerald Kennedy.
L'allora giovane tenente era naufragato lì insieme all'equipaggio della motosilurante PT-109 sulla quale era imbarcato che era stata affondata, il 2 agosto del 1943, dal cacciatorpediniere giapponese Amagiri.
L'isola dista all'incirca 15 minuti di nave dalla città principale della cosiddetta provincia Occidentale, Gizo.